# Rezerwat przyrody Kamień nad Jaśliskami
Rezerwat przyrody Kamień nad Jaśliskami – rezerwat przyrody położony w miejscowościach Lipowiec, Posada Jaśliska i Wola Niżna, w gminie Jaśliska, w powiecie krośnieńskim, w województwie podkarpackim. Leży w granicach Jaśliskiego Parku Krajobrazowego, na terenie leśnictw Wola Niżna i Lipowiec (Nadleśnictwo Rymanów).
- numer według rejestru wojewódzkiego – 74
- powierzchnia – 302,18 ha[1][4] (akt powołujący podawał 302,32 ha[3])
- dokument powołujący – Dz. Urz. Woj. Podkarpackiego 00.29.255
- rodzaj rezerwatu – krajobrazowy[1][4]
  - typ rezerwatu – krajobrazów
    - podtyp rezerwatu – krajobrazów naturalnych

  - typ ekosystemu – leśny i borowy
    - podtyp ekosystemu – lasów górskich i podgórskich[1][4]
- przedmiot ochrony (według aktu powołującego) – fragmenty typowej rzeźby Beskidu Niskiego, obejmującej szczyt i zbocza góry Kamień (857 m n.p.m.) wraz z porastającymi ją lasem bukowym i bukowo-jodłowym, interesującymi formami skalnymi i unikatowymi bagniskami zwanymi przez miejscową ludność „berezedniami”[1][4].